# Kyselina pantothenová
Kyselina pantothenová (kyselina D-pantothenová, vitamín B5) je ve vodě rozpustný vitamín, který se účastní metabolismu všech živin v těle. Čistá kyselina je nestálá olejovitá kapalina. Chemicky je kyselina pantothenová tvořena spojením aminokyseliny β-alaninu a kyseliny pantoové.
Název pro kyselinu pantothenovou pochází z řečtiny a znamená „všude se nacházející“; vitamín B5 se skutečně nachází v mnoha potravinách rostlinného i živočišného původu, především v mase a vnitřnostech, celozrnném pečivu a luštěninách. Ve formě pantothenanu vápenatého je přidávána do cereálních produktů, do nápojů a vitamínových doplňků výživy.

## Význam v těle
Aktivní forma kyseliny pantothenové je koenzym A. Ten je v organismu nutný při metabolismu sacharidů a lipidů a při syntéze životně důležitých látek (aminokyselin, hormonů, hemoglobinu, acetylcholinu a mnoha dalších). Zlepšuje kvalitu kůže, vlasů i nehtů. Koenzym A působí v cyklu kyseliny citrónové, je důležitou součástí reakcí při oxidaci i syntéze mastných kyselin, syntéze cholesterolu a acetylačních reakcích.
Další aktivní formou vitamínu B5 je protein přenášející acyl (ACP), který se účastní reakcí syntézy mastných kyselin.

### Projevy nedostatku
Kyselina pantothenová musí být neustále dodávána v potravě, ale její nedostatek je vzácný, vyskytuje se totiž prakticky ve všech potravinách. Nedostatek se projevuje jako burning foot syndrom, byl popsán u válečných zajatců. Projevuje se křečemi v nohách, nechutenstvím a nespavostí, depresemi a sníženou odolností vůči infekcím. Podle jedné studie nedostatek vitamínu B5 způsobuje akné. Uměle vyvolaný nedostatek u zvířat způsobuje poruchy růstu, neplodnost a dermatologické poruchy.

### Předávkování vitamínem B5
Vitamín B5 je rozpustný ve vodě a vylučován močí. Pouze velmi velké dávky mohou způsobit nevolnost a průjem.

## Význam v průmyslu
V kosmetickém průmyslu se panthenol (alkoholový analog vitamínu B5) přidává do pleťových krémů, přípravků po opalování, regeneračních krémů, vlasových šamponů a kondicionérů aj.